# District Alapajevski
Het district Alapajevski (Russisch: Алапаевский район) is een gemeentelijk district in het mid-zuiden de Russische oblast Sverdlovsk. Het bestuurlijk centrum is de gelijknamige stad Alapajevsk, die op 178 kilometer van Jekaterinenburg ligt en het hart van de regio vormt.

## Geografie
Het district Alapajevski omvat 10.036,2 km², waarvan 6.620 km² bos. Het bevindt zich op de grens van de Trans-Oeral met het West-Siberisch Laagland. Het district wordt gekenmerkt door een vlak verloop met een lichte oploop in het westen naar de Oeral. Door de vlaktes lopen de diep ingesneden rivieren Nejva, Rezj, Nitsa, Tagil en Toera.
Het district grenst aan de districten Rezjevski, Prigorodny, Verchnesaldinski, Nizjnesaldinski, Verchotoerski, Serovski, Garinski, Taborinski, Toerinski, Irbitski en Artjomovki.

## Geschiedenis
Het district Alapajevski werd geformeerd in december 1923 als een van de eerste van de Oeral, tegelijkertijd met de districten Machnevski en Kostinski. De districten Alapajevski en Machnevski kwamen samen onder de jurisdictie te staan van de bestuurlijke okroeg Verchotoerski (vanaf 1924 okroeg Tagilski genoemd) in de oblast Oeral. In die tijd omvatte het district Alapajevski 8.200 km² en telde ruim 85.000 mensen, waarvan ruim 40.000 in stedelijke gebieden. In juni 1931 werd het district Kostinski toegevoegd aan het district Alapajevski. In hetzelfde jaar werd de oblast Oeral opgeheven. Op 10 mei 1934 werd het district Machnevski ook onderdeel van het district Alapajevski, maar op 3 februari 1935 werd het weer een apart district. In maart 1941 werd de stad Alapajevsk bestuurlijk gezien een apart gebied (gorsovjet). Op 25 november 1944 werden (in het kader van de opbreking van de districten Alapajevski en Machnevski) van het district Alapajevski de districten Koptelovski en Sinjatsjinski afgescheiden. Op 4 december 1944 werd het district Alapajevski opgeheven.
In maart 1959 werd het district Sinjatsjinski opgeheven en tot onderdeel van de stad Alapajevsk gemaakt. Op basis van 2 besluiten op 1 en 15 februari 1963 werden de districten Koptelovski en Machnevski weer opgeheven en werd het district Alapajevski opnieuw geformeerd, hetgeen nu ook stukken van de steden Alapajevsk en Artjomovski en het district Rezjevski maar slechts de status van ruraal district had. Op 15 januari 1965 kreeg Alapajevski weer de status van gewoon district, maar moest wel weer eerder verkregen delen afstaan aan de steden Alapajevsk en Artjomovski en het district Rezjevski. De huidige gemeentelijke status kreeg het district op 6 augustus 1995.

## Economie en transport
District Alapajevski omvat een van de grootste landbouwgebieden van de Centrale Oeral, die zich vooral toelegd op de melk- en graanproductie. In de jaren 30 bestonden er 104 kolchozen, een sovchoz, een tuinen-koorchoz en varkens-koorchoz. In de jaren 60 waren er 9 sovchozen en nog slechts 2 kolchozen. In 1992 werden alle sovchozen omgezet naar landbouwproductiegenootschappen. In 2007 waren er nog 2 kolchozen en zijn alle andere staatsbedrijven omgezet naar andere vormen van landbouwbedrijven. Naast de landbouw is ook de bosbouw een belangrijke sector.
Door het district lopen veel wegen en spoorwegen, die de belangrijkste plaatsen verbinden met veel grote steden rond het district.

## Plaatsen
Tot het district behoren 139 plaatsen (dorpen, gehuchten en buurtschappen).
Andere plaatsen in het district zijn (een aantal is mogelijk onbewoond):
derevnja's (zeer kleine plaatsen)
Afontsjiki, Afontsjikova, Anisimova, Babinova, Bersteneva, Bobrovka, Boenkova, Boetakova, Boetsjina, Bolsjaja Jerzovka, Borovaja, Fedosova, Fominka, Gloechich, Góra Korobejnikova, Gorodisjtsje, Gorstkina, Jatsjmeneva, Jelan, Jermaki, Kabakova, Karpichina, Katysjka, Kljoetsji, Koekoej, Koeliga, Koksjarova, Kolesova, Kosjakova, Kostroma, Kotsjneva, Lapteva, Loegovaja, Lopatova, Lozjkina, Mankova, Maskalka, Michaleva, Mjasnikova, Mokina, Molokova, Mysy, Nikonova, Nizjni Jar, Novoselova, Oeste, Oestjantsjiki, Perevalova, Pervoenova, Pesjkova, Pljoechina, Podgornaja, Podkina, Poerechova, Poetilova, Popova, Rjaposova, Semenovka, Sidorova, Sjmakova, Sjvetsova, Sochareva, Tabory, Timosjina, Toeroetina, Toetsjkina, Tolmatsjeva, Tolstova, Treskova, Trosjkova, Tsjeremisina, Verchni Jar, Vetloegina en Vogoelka.
posjoloks
Asbestovski, Baboesjkino, Berezovski, Bobrovski, Boebtsjikovo, Chabartsjicha, Droezjba, Fljoesovy, Garanika, Grjaznoecha, Isakova, Jasasjnaja, Jelnitsjnaja, Jerzovka, Kalatsj, Kamenski, Karer, Koerort Samotsvet, Koptelovo, Majevka, Moltajevo, Moeratkovo, Novojamovo, Oktjabrski, Plantatsia, Poloedenka, Romanovski, Samotsvet, Sankino, Sinjatsjicha, Sovjetskaja, Strokinka, Tajezjny, Tsjernysjovka, Zadanieje, Zarja en Zenkovka.
selo's
Aramasjevo, Bolotovskoje, Dejevo, Fominskoje, Gajevo, Goloebkovskoje, Gostkovo, Izmodenovo, Jaloeninskoje, Jaroslavskoje, Kirovskoje, Kisjkinskoje, Klevakino, Komarovo, Koptelovo, Kostino, Moegaj, Nevjanskoje, Nizjnjaja Sinjatsjicha, Ostanino, Raskaticha, Rytsjkovo, Sjipitsyno en Tolmatsjevo.
Overig
Moegajskaja (stationsnederzetting) en Stariki (vakantiekolonie).